# Príncipeglansstare
Príncipeglansstare (Lamprotornis ornatus) är en fågel i familjen starar inom ordningen tättingar.

## Utbredning och systematik
Fågeln förekommer enbart på ön Príncipe i Guineabukten. Den behandlas som monotypisk, det vill säga att den inte delas in i några underarter.

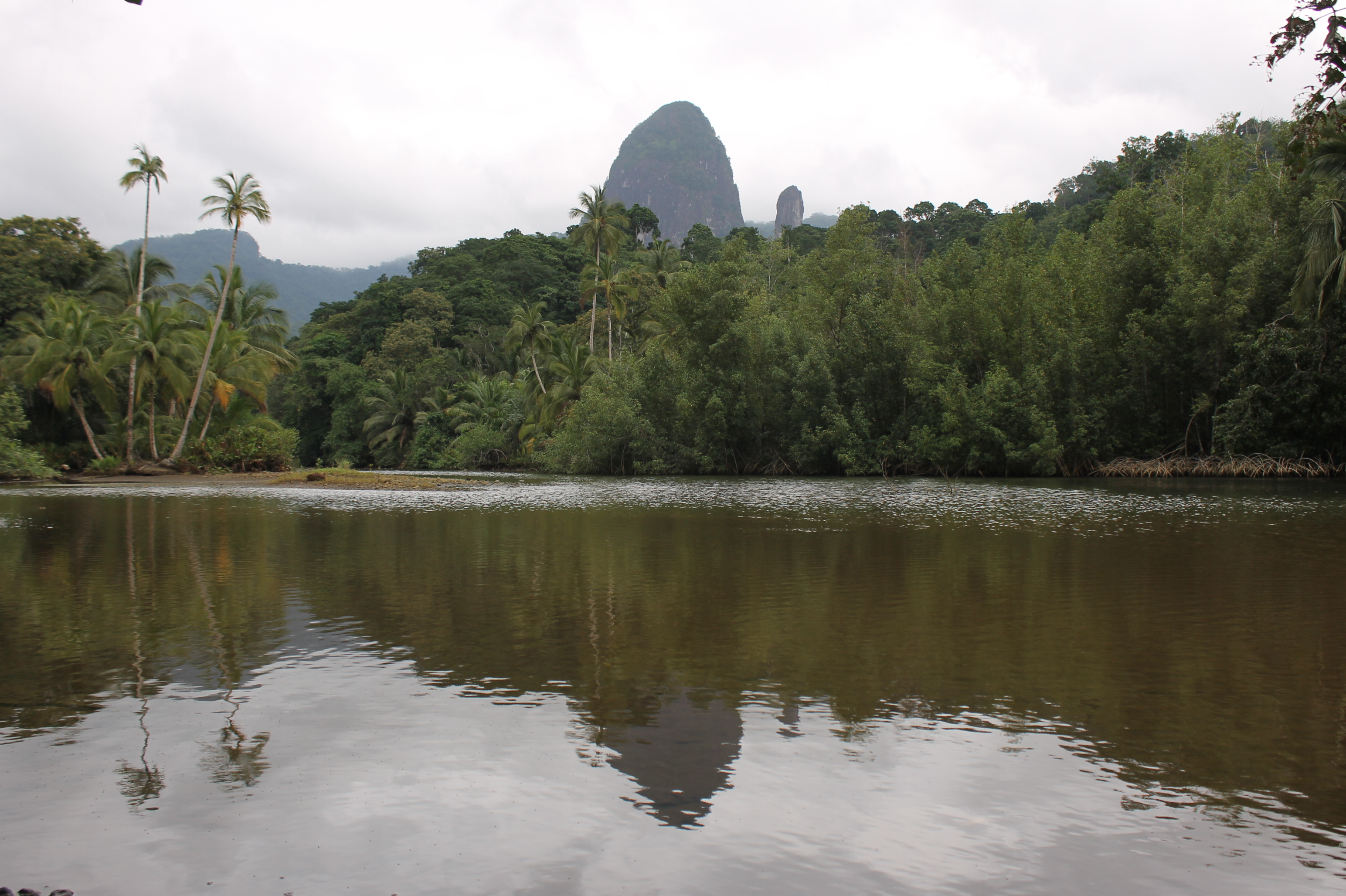
Fågeln återfinns endast här på ön Príncipe i Guineabukten.

## Status
Arten har ett begränsat utbredningsområde och beståndsutvecklingen är oklar. Den tros dock inte vara hotad. IUCN kategoriserar arten som livskraftig.